# Giulio Macchi (regista)
Giulio Macchi (Cantù, 1º ottobre 1918 – Roma, 28 marzo 2009) è stato un regista, autore televisivo, conduttore televisivo e curatore di mostre italiano.
È stato il pioniere della divulgazione scientifica nella televisione italiana.

## Biografia
Nato a Cantù (Como) il 1º ottobre 1918 e morto a Roma il 28 marzo 2009, era esperto di comunicazione nel campo del cinema, della televisione e delle arti visive, e ha svolto la sua attività in diversi settori:

### Cinema
Dopo aver recitato giovanissimo nel film I ragazzi di via Pál, ha iniziato la sua attività nel campo cinematografico nel 1953 come aiutoregista e sceneggiatore di Jean Renoir nel film La carrozza d'oro; successivamente ha collaborato con importanti registi del dopoguerra (Rossellini, Emmer e Comencini), è stato sceneggiatore (Domenica d'agosto, Parigi è sempre Parigi), regista (India favolosa, 1954; Difendo il mio amore, 1955; Montecarlo, 1956; un episodio de Le italiane e l'amore, 1961; I misteri di Roma, 1963).

### Televisione
È stato soprattutto un grande protagonista della storia della televisione pubblica. Alla Rai arrivò nel 1957 con La cortina di vetro, in cui per la prima volta si impiegava la tecnica della telecamera nascosta. Da allora ha realizzato un grandissimo numero di programmi televisivi. Ha ideato e presentato programmi di approfondimento su temi culturali e scientifici, come L'onorevole arcipelago, documentario inchiesta sul Giappone; e inoltre diversi servizi speciali per i telegiornali, programmi come Viaggio intorno al cervello, Habitat, il primo programma televisivo italiano che si è occupato di ambiente, I pensieri dell'occhio, Linea contro Linea e Scienza in piazza. Nel 1966 inizia il suo programma forse più noto, Orizzonti della scienza e della tecnica, con il quale fu pioniere della divulgazione scientifica in televisione e che condusse fino al 1973.

## Esposizioni di arte e scienza
Dal 1973 si è dedicato alla realizzazione di grandi mostre di arte e scienza, collaborando con personalità del mondo della cultura come Giorgio De Chirico, Renzo Piano, Vittorio Sgarbi; le mostre delle quali ha curato anche l'edizione dei cataloghi sono:
- Milano, XV Triennale (1973): "Fontana dei Bagni Misteriosi" di Giorgio De Chirico in "Contatto Arte Città";
- Parigi, Centre G. Pompidou (1980): "Cartes et Figures de la Terre";
- Torino, Mole Antonelliana (1983):"II Disegno del Mondo";
- Tsukuba (1985): "Tsukuba Expo";
- Venezia, XLII Biennale (1986): Sezione "Spazio";
- Torino, Mole Antonelliana (1987): "Lo Specchio e il Doppio";
- Mosca (1988): "Italia 2000";
- Vienna (1989): "Eureka";
- Torino, Mole Antonelliana (1992): "L'Amore dall'Olimpo all'Alcova";
- Genova (1992): "Celebrazioni Colombiane, Padiglione Italiano";
- Torino, Lingotto (1994): Progetto "Spazio Luce" con Renzo Piano;
- Bonn, Kunst-Ausstellungshalle (1995): "Unter dem Vulkan", Mostra sul Museo Archeologico Nazionale di Napoli;
- Parigi, Petit Palais (1995): "A l'ombre du Vesuve"
- Mostra sul Museo Nazionale Archeologico di Napoli;
- Bonn, Kunst-Ausstellungshalle (1996): "Napoli!", Mostra sul Museo Nazionale di Capodimonte;
- Napoli, Villa Pignatelli (1997): "Giornale di Bordo", Mostra sull'arch. Renzo Piano;
- Bonn, Kunst-Austellungshalle (1998): "Da Ingres a Cézanne"
- Mostra sul Musée du Petit Palais di Parigi;
- Bonn, Kunst-Austellungshalle (2000): "Kaiser Karl V";
- Vienna, Kunsthistorisches Museum (2000): "Kaiser Karl V";
- Genova, G8 (2001): Sfera nel porto con l'arch. Renzo Piano;
- Bonn, Kunst-Austellungshalle (2002/03): Mostre sul Collezionismo Veneziano: "Venezia";
- Bonn, Kunst-Austellungshalle (2008): Mostra sulla Sicilia, da Ulisse a Garibaldi;
- Siena (2009): “La scena della follia” in: “Arte Genio e Follia” (di Vittorio Sgarbi)

La Fontana dei Bagni Misteriosi, che ha realizzato per la XV Triennale di Milano su progetto di Giorgio De Chirico, rappresenta la più grande opera scultorea realizzata dall'artista. Un monumento che è rimasto patrimonio permanente della città di Milano.
Intensa è stata la sua attività a Parigi, dove agli inizi degli anni '70 si incontrò per la prima volta con un giovanissimo Renzo Piano sulla base degli scavi del Beaubourg, e da lì iniziò un intenso e duraturo rapporto di amicizia e di lavoro. Al Centro Pompidou fu sempre presente come responsabile della promozione culturale della Rai, partecipando a diverse commissioni culturali di divulgazione scientifica e, in qualità di Presidente, delle giurie dei Premi: “Camera”, “Giulio Verne”, “Immagini della scienza in televisione”, “Antropologia visiva”.
Sempre presso il Centro Pompidou nel 1980 è stato l'organizzatore della storica mostra di geografia "Cartes et Figures de la Terre", fonte di informazione per molti studiosi del settore.
Nel piccolo comune di Ameno, che lui amava perché aveva passato periodi felici della sua adolescenza nella casa paterna, affascinato dallo splendido spettacolo del Monte Rosa e del lago d'Orta, il 21 luglio 2012 è stata aperta una biblioteca a suo nome nella quale sono conservati tutti i suoi libri. Questa struttura, che raccoglie le opere da cui ha tratto il suo intenso lavoro di divulgatore di arte e scienza, rappresenta per il comune un'importante iniziativa che completa l'intensa attività culturale che ospita nel suo territorio.
La biblioteca è stata inaugurata con una presentazione dell'artista Fausta Squatriti, che ha collaborato con Macchi all'esposizione “Arte e Scienza: Spazio Colore” in occasione della XLII Biennale di Venezia, nella quale mette a fuoco la sua figura e l'ambiente in cui si è formato (il testo della presentazione è pubblicato all'indirizzo riportato nei “collegamenti esterni").

## Editoria
Nel campo dell'editoria è stato direttore editoriale della collana “Le conchiglie” della Nuova ERI, edizioni RAI e direttore responsabile della rivista Sfera.

## Filmografia

### Cinema

#### Regista
- India favolosa (1954)
- Difendo il mio amore (1956)
- Montecarlo (1956)
- Le italiane e l'amore (1961)
- I misteri di Roma (1963)

#### Aiuto regista e sceneggiatore
- Proibito rubare, di Luigi Comencini (1948)
- Domenica d'agosto, di Luciano Emmer (1950)
- Parigi è sempre Parigi, di Luciano Emmer (1951)
- La carrozza d'oro, di Jean Renoir (1952)
- L'amore di una donna, di Jean Grémillon (1953)

### Televisione
- La Cortina di Vetro (1957)
- Uhuru Tanganica indipendente (1962, documentario in due puntate)
- Roberto Rossellini: appunti biografici (1964, documentario)
- Orizzonti della scienza e della tecnica (1966-1973)
- Habitat